# PEC Zwolle in het seizoen 2018/19 (vrouwen)
Het seizoen 2018/2019 is het 9e jaar in het bestaan van de Zwolse vrouwenvoetbalclub PEC Zwolle. De club komt uit in de Eredivisie, na de eerste volledige competitieronde eindigde het team op de 5e plaats in de rangschikking. Dit betekende opnieuw deelname aan de kampioenpoule. De kampioenpoule werd op een 5e plaats afgesloten. In de strijd om de KNVB beker is voor het eerst in het bestaan de finale gehaald. Deze ging, met 2–1, verloren tegen titelverdedigster AFC Ajax.

## Wedstrijdstatistieken

### Oefenduels
| Datum + plaats            | Wedstrijd                             | Uitslag        | Scoreverloop |
| ------------------------- | ------------------------------------- | -------------- | --- |
| 21 juli 2018 Essen        | SG Essen-Schönebeck – PEC Zwolle      | 13 – 0 (6 – 0) | Onbekend |
| 14 augustus 2018 Zwolle   | PEC Zwolle – Urawa Red Diamonds       | 1 – 5 (1 – 1)  | Amy Banarsie |
| 18 augustus 2018 Genk     | KRC Genk – PEC Zwolle                 | 2 – 0 (0 – 0)  | Celien Guns, Gwen Duijsters |
| 22 augustus 2018 Ede      | DTS Ede – PEC Zwolle                  | 1 – 10         | Bonita Theunissen (2x), Lauri Weijkamp (2x), Maxime Bennink (2x), Kely Pruim, Babiche Roof, Allison Murphy, Gabrielle Matulich |
| 31 augustus 2018 Rosmalen | Standard Luik – PEC Zwolle            | 0 – 4 (0 – 3)  | 14' Lauri Weijkamp 0–1, 16' Lauri Weijkamp 0–2, 22' Lauri Weijkamp 0–3, 80' Babiche Roof 0–4                                   |
|                           |                                       |                | |
| 19 januari 2019 Zwolle    | PEC Zwolle – VV Hooglanderveen JO17-1 | 2 – 4          | Babiche Roof, Maxime Bennink                                                                                                   |

### Eredivisie
| 1e speelronde | AFC Ajax | 3 – 1 (3 – 1)    | PEC Zwolle                                                                    | Opstelling PEC Zwolle: |
| 7 september 2018 Aanvangstijd: 19.30 uur Plaats: Amsterdam Sportpark De Toekomst Toeschouwers: 800 Scheidsrechter: Tjong a Hung              | Ellen Jansen 16', 43' Marjolijn van den Bighelaar 44' Eshly Bakker 69'                                                    | Wedstrijdverslag | 38' Maud Asbroek                                                              | Olthof, McDonough, Smid, Van Daelen, Niens, Asbroek, Murphy ( 84' Hindriksen), Roof, Weijkamp ( 84' Pruim), Theunissen ( 76' De Keijzer), Bennink            |
| 2e speelronde | PEC Zwolle | 4 – 2 (1 – 2)    | FC Twente                                                                     | Opstelling PEC Zwolle: |
| 14 september 2018 Aanvangstijd: 19.30 uur Plaats: Zwolle MAC³PARK stadion Toeschouwers: 643 Scheidsrechter: Lensink                          | Babiche Roof 8' (pen.), 87' Bonita Theunissen 65' Maud Asbroek 82'                                                        | Wedstrijdverslag | 13' Myrthe Moorrees 36' Sisca Folkertsma                                      | Olthof, McDonough, Smid, Van Daelen, Niens ( 65' L. Vliek), Asbroek, Murphy ( 68' Pruim), Roof, Bennink, Theunissen, Weijkamp                                |
| 3e speelronde | VV Alkmaar | 0 – 0 (0 – 0)    | PEC Zwolle                                                                    | Opstelling PEC Zwolle: |
| 21 september 2018 Aanvangstijd: 19.30 uur Plaats: Alkmaar Sportpark Robonsbosweg Toeschouwers: 250 Scheidsrechter: Punt                      | Jamie Altelaar 59' Nena Hopmans 61'                                                                                       | Wedstrijdverslag | 7' Maxime Bennink                                                             | Olthof, McDonough, Smid, Van Daelen, Niens, Asbroek, Murphy ( 84' Pruim), Roof, Weijkamp ( 84' Doejaaren), Bennink, Theunissen                               |
| 4e speelronde | PEC Zwolle | 0 – 3 (0 – 1)    | sc Heerenveen                                                                 | Opstelling PEC Zwolle: |
| 28 september 2018 Aanvangstijd: 19.30 uur Plaats: Zwolle MAC³PARK stadion Toeschouwers: 589 Scheidsrechter: Spoler                           | | Wedstrijdverslag | 15' Dayna Schra 52' Danique Ypema 90+3' Tiny Hoekstra                         | Olthof, McDonough ( 78' L. Vliek), Smid, Van Daelen, Niens, Asbroek, Murphy ( 64' Pruim), Roof, Weijkamp ( 64' Matulich), Bennink, Theunissen                |
| 5e speelronde | Excelsior/Barendrecht | 2 – 3 (2 – 2)    | PEC Zwolle                                                                    | Opstelling PEC Zwolle: |
| 12 oktober 2018 Aanvangstijd: 19.30 uur Plaats: Barendrecht Sportpark De Bongerd Toeschouwers: 500 Scheidsrechter: El-Hajouti                | Eline Koster 37' Marthe van Erk 44' Sherallin Henriquez 26' 45+2'                                                         | Wedstrijdverslag | 12' Maxime Bennink 22', 90+2' (pen.) Babiche Roof 43' Maud Asbroek            | Olthof, McDonough, Smid, Van Daelen, Niens ( 65' L. Vliek), Asbroek, Murphy, Roof, Doejaaren ( 85' Matulich), Bennink, Theunissen                            |
| 6e speelronde | Vrij | Vrij             | Vrij                                                                          | Vrij |
| 7e speelronde | Achilles '29 | 3 – 2 (1 – 2)    | PEC Zwolle                                                                    | Opstelling PEC Zwolle: |
| 26 oktober 2018 Aanvangstijd: 19.30 uur Plaats: Groesbeek Sportpark De Heikant Toeschouwers: 150 Scheidsrechter: Lensink                     | Glenda van Lieshout 45+1', 92+2' Julia Ibis 84' Melissa Evers                                                             | Wedstrijdverslag | 35', 43' Rebecca Doejaaren                                                    | Olthof, McDonough, Smid, Van Daelen, L. Vliek, Asbroek, Murphy, Roof, Theunissen, Doejaaren, Bennink ( 71' Weijkamp)                                         |
| 8e speelronde | PEC Zwolle | 1 – 3 (0 – 1)    | PSV                                                                           | Opstelling PEC Zwolle: |
| 2 november 2018 Aanvangstijd: 19.30 uur Plaats: Zwolle MAC³PARK stadion Toeschouwers: 2.583 Scheidsrechter: Jensch                           | Maud Asbroek 55' | Wedstrijdverslag | 19' Dominique Bond Flasza 58' Jeslynn Kuipers 67', 90+1' Maddy Williams       | Olthof, McDonough, Smid, Van Koot, L. Vliek, Asbroek, Tiemens, Roof, Theunissen ( 80' Weijkamp), Doejaaren ( 86' Van Daelen), Bennink ( 80' Matulich)        |
| 9e speelronde | ADO Den Haag | 3 – 2 (2 – 2)    | PEC Zwolle                                                                    | Opstelling PEC Zwolle: |
| 16 november 2018 Aanvangstijd: 19.30 uur Plaats: Den Haag Cars Jeans Stadion Toeschouwers: 300 Scheidsrechter: Van Ekelenburg                | Pia Rijsdijk 8' Victoria Pelova 40' Maartje Looijen 46' Amber Verspaget 90+1'                                             | Wedstrijdverslag | 27' Bonita Theunissen 29' Babiche Roof                                        | Olthof, McDonough, Smid ( 69' Van Daelen), Van Koot, L. Vliek, Asbroek ( 86' Murphy), Tiemens, Roof, Theunissen, Doejaaren, Bennink                          |
| 10e speelronde | PEC Zwolle | 3 – 1 (1 – 1)    | AFC Ajax                                                                      | Opstelling PEC Zwolle: |
| 23 november 2018 Aanvangstijd: 19.30 uur Plaats: Zwolle MAC³PARK stadion Toeschouwers: 1.408 Scheidsrechter: Wiedijk                         | Rebecca Doejaaren 11' Babiche Roof 46' Lauri Weijkamp 82'                                                                 | Wedstrijdverslag | 18' Soraya Verhoeve                                                           | Olthof, McDonough, Smid, Van Koot, L. Vliek, Asbroek, Tiemens ( 78' Murphy), Roof, Theunissen ( 76' Weijkamp), Doejaaren, Bennink ( 88' Matulich)            |
| 11e speelronde | FC Twente | 4 – 0 (1 – 0)    | PEC Zwolle                                                                    | Opstelling PEC Zwolle: |
| 27 november 2018 Aanvangstijd: 19.30 uur Plaats: Hengelo Sportpark 't Wilbert Toeschouwers: 350 Scheidsrechter: Loontjens                    | Ashleigh Weerden 18' Joëlle Smits 58', 90' Mythe Moorrees 60'                                                             | Wedstrijdverslag | 30' Leonie Vliek 59' Siobhan McDonough                                        | Olthof, McDonough, Smid ( 69' Van Koot), Van Daelen, L. Vliek, Asbroek, Murphy, Roof, Matulich ( 64' Doejaaren), Weijkamp, Bennink ( 70' Theunissen)         |
| 12e speelronde | PEC Zwolle | 1 – 2 (1 – 1)    | VV Alkmaar                                                                    | Opstelling PEC Zwolle: |
| 30 november 2018 Aanvangstijd: 19.30 uur Plaats: Zwolle MAC³PARK stadion Toeschouwers: 438 Scheidsrechter: De Gooijer                        | Maud Asbroek 12' | Wedstrijdverslag | 32' Anne-Fleur Duppen 49' Simone Kets 78' Jasmijn Duppen 90+2' Chelsea Kenton | Olthof, McDonough, Smid ( 73' Van Daelen), Van Koot, L. Vliek, Asbroek, Tiemens, Roof, Theunissen, Doejaaren, Bennink ( 63' Niens)                           |
| 13e speelronde | sc Heerenveen | 3 – 3 (2 – 2)    | PEC Zwolle                                                                    | Opstelling PEC Zwolle: |
| 7 december 2018 18 december 2018 Aanvangstijd: 19.30 uur Plaats: Heerenveen Sportpark Skoatterwâld Toeschouwers: 100 Scheidsrechter: Oosting | Kirsten Casparij 22' Laura Strik 36' Fenna Kalma 77'                                                                      | Wedstrdijverslag | 18' Rebecca Doejaaren 43', 69' Babiche Roof                                   | Olthof, McDonough ( 46' Niens), Van Daelen, Van Koot, L. Vliek, Asbroek, Tiemens, Roof, Theunissen ( 89' F. Vliek), Doejaaren ( 77' Weijkamp), Bennink       |
| 14e speelronde | PEC Zwolle | 3 – 1 (2 – 0)    | Excelsior/Barendrecht                                                         | Opstelling PEC Zwolle: |
| 11 december 2018 Aanvangstijd: 19.30 uur Plaats: Zwolle MAC³PARK stadion Toeschouwers: 250 Scheidsrechter: Karacaoğlan                       | Maxime Bennink 11' 27' Babiche Roof 40', 89' Rebecca Doejaaren 49'                                                        | Wedstrijdverslag | Jolina Amani 90+3'                                                            | Olthof, McDonough, Van Daelen, Van Koot, L. Vliek, Asbroek, Tiemens, Roof, Theunissen ( 71' Weijkamp), Doejaaren ( 71' Niens), Bennink                       |
| 15e speelronde | Vrij | Vrij             | Vrij                                                                          | Vrij |
| 16e speelronde | PEC Zwolle | 10 – 0 (6 – 0)   | Achilles '29                                                                  | Opstelling PEC Zwolle: |
| 21 december 2018 Aanvangstijd: 19.30 uur Plaats: Zwolle MAC³PARK stadion Toeschouwers: 300 Scheidsrechter: Oosterlaken                       | Bonita Theunissen 15' Maxime Bennink 20' Babiche Roof 23', 48', 55' Rebecca Doejaaren 25', 35', 62', 70' Jeslin Niens 44' | Wedstrijdverslag |                                                                               | Olthof, L. Vliek, Van Daelen, Van Koot ( 81' Matulich), Niens, Asbroek, Tiemens ( 65' Weijkamp), Roof, Theunissen ( 35' McDonough), Doejaaren, Bennink       |
| 17e speelronde | PSV | 4 – 0 (2 – 0)    | PEC Zwolle                                                                    | Opstelling PEC Zwolle: |
| 1 februari 2019 Aanvangstijd: 19.30 uur Plaats: Eindhoven De Herdgang Toeschouwers: 350 Scheidsrechter: Jensch                               | Anna Björk Kristjánsdóttir 9', 45' Jeslynn Kuipers 72' Aline Zeler 84' Berglind Björg Þorvaldsdóttir 87'                  | Wedstrijdverslag |                                                                               | Olthof, L. Vliek, Van Daelen, Van Koot, Niens ( 80' Pruim), Asbroek, Murphy ( 73' Tiemens), Roof, Weijkamp ( 80' De Keijzer), Doejaaren, Bennink             |
| 18e speelronde | PEC Zwolle | 1 – 0 (1 – 0)    | ADO Den Haag                                                                  | Opstelling PEC Zwolle: |
| 8 februari 2019 Aanvangstijd: 19.30 uur Plaats: Zwolle MAC³PARK stadion Toeschouwers: 4.514 Scheidsrechter: De Jong                          | Babiche Roof 36' Shanel Smid 68' Jeslin Niens 90'                                                                         | Wedstrijdverslag |                                                                               | Olthof, L. Vliek ( 80' Murphy), Smid, Van Koot, Niens ( 80' Pruim), Asbroek, Tiemens, Roof, Van Daelen, Doejaaren ( 73' Theunissen), Bennink ( 78' Weijkamp) |

#### Kampioensgroep
| 1e speelronde | PEC Zwolle                                                        | 0 – 4 (0 – 3)    | AFC Ajax                                                      | Opstelling PEC Zwolle: |
| 15 februari 2019 Aanvangstijd: 19.30 uur Plaats: Zwolle MAC³PARK stadion Toeschouwers: 300 Scheidsrechter: Bruggeling    | Jeslin Niens 33' Maud Asbroek 62'                                 | Wedstrijdverslag | 19', 29' Eshly Bakker 33' Line Røddik Hansen 86' Ellen Jansen | Olthof, Murphy ( 72' Auée), Smid, Van Koot, Niens, Asbroek, Tiemens ( 73' F. Vliek), Roof, Van Daelen, Weijkamp ( 70' De Keijzer), Bennink                   |
| 2e speelronde | ADO Den Haag                                                      | 4 – 1 (1 – 1)    | PEC Zwolle                                                    | Opstelling PEC Zwolle: |
| 22 februari 2019 Aanvangstijd: 19.30 uur Plaats: Den Haag Cars Jeans Stadion Toeschouwers: 100 Scheidsrechter: Greveling | Pia Rijsdijk 37', 68', 90+3' (pen.) Victoria Pelova 58'           | Wedstrijdverslag | 44' Babiche Roof Yvette van Daelen                            | Olthof, Murphy, Smid, Van Koot, Niens, Asbroek, Tiemens, Roof, Van Daelen, Weijkamp ( 65' Doejaaren), Bennink                                                |
| 3e speelronde | PEC Zwolle                                                        | 1 – 5 (1 – 3)    | FC Twente                                                     | Opstelling PEC Zwolle: |
| 15 maart 2019 Aanvangstijd: 19.30 uur Plaats: Zwolle MAC³PARK stadion Toeschouwers: 420 Scheidsrechter: Lensink          | Maxime Bennink 44'                                                | Wedstrijdverslag | 31', 39', 58' Renate Jansen 12', 61' Joëlle Smits             | Olthof, Murphy, Smid, Van Koot, Niens ( 70' L. Vliek), Asbroek ( 70' Pruim), Tiemens, Roof, Doejaaren ( 65' F. Vliek), Van Daelen, Bennink                   |
| 4e speelronde | Vrij                                                              | Vrij             | Vrij                                                          | Vrij |
| 5e speelronde | PSV                                                               | 3 – 1 (1 – 0)    | PEC Zwolle                                                    | Opstelling PEC Zwolle: |
| 22 maart 2019 Aanvangstijd: 19.30 uur Plaats: Eindhoven De Herdgang Toeschouwers: 543 Scheidsrechter: Dragstra           | Shanel Smid 4' (e.d.) Kayleigh van Dooren 54' Naomi Pattiwael 68' | Wedstrijdverslag | 50' Babiche Roof 88' Rebecca Doejaaren                        | Olthof, L. Vliek ( 50' Doejaaren), Smid ( 73' Morsink), Van Koot, Niens, Asbroek, Tiemens, Roof, Weijkamp, Van Daelen, Bennink                               |
| 6e speelronde | AFC Ajax                                                          | 0 – 0 (0 – 0)    | PEC Zwolle                                                    | Opstelling PEC Zwolle: |
| 29 maart 2019 Aanvangstijd: 19.30 uur Plaats: Amsterdam Sportpark De Toekomst Toeschouwers: 500 Scheidsrechter: Akkaya   |                                                                   | Wedstrijdverslag | 85' Jeslin Niens                                              | Olthof, Murphy, Smid, Van Koot, Niens, L. Vliek ( 75' Weijkamp), Asbroek, Tiemens, Roof, Bennink ( 75' Doejaaren), Van Daelen                                |
| 7e speelronde | PEC Zwolle                                                        | 3 – 3 (0 – 3)    | ADO Den Haag                                                  | Opstelling PEC Zwolle: |
| 19 april 2019 Aanvangstijd: 19.30 uur Plaats: Zwolle MAC³PARK stadion Toeschouwers: 383 Scheidsrechter: Loontjens        | Maxime Bennink 49' Babiche Roof 68', 79'                          | Wedstrijdverslag | 17' Chasity Grant 36', 38' Taylor Ziemer                      | Olthof, Murphy, Smid, Van Koot ( 69' Morsink), Niens ( 46' Doejaaren), L. Vliek, Asbroek, Tiemens, Roof, Van Daelen ( 69' Weijkamp), Bennink                 |
| 8e speelronde | FC Twente                                                         | 3 – 1 (0 – 1)    | PEC Zwolle                                                    | Opstelling PEC Zwolle: |
| 22 april 2019 Aanvangstijd: 14.30 uur Plaats: Hengelo Sportpark 't Wilbert Toeschouwers: 400 Scheidsrechter: Hoffmann    | Jassina Blom 46' Joëlle Smits 55', 82'                            | Wedstrijdverslag | 30' 54' Babiche Roof                                          | Olthof, Murphy, Smid, Van Koot ( 69' Morsink), Niens, L. Vliek ( 60' Doejaaren), Asbroek, Tiemens ( 67' Weijkamp), Roof, Van Daelen, Bennink ( 79' F. Vliek) |
| 9e speelronde | Vrij                                                              | Vrij             | Vrij                                                          | Vrij |
| 10e speelronde | PEC Zwolle                                                        | 2 – 3 (2 – 2)    | PSV                                                           | Opstelling PEC Zwolle: |
| 3 mei 2019 Aanvangstijd: 19.30 uur Plaats: Zwolle MAC³PARK stadion Toeschouwers: 348 Scheidsrechter: Spoler              | Yvette van Daelen 10' Maxime Bennink 41'                          | Wedstrijdverslag | 28', 57' Katja Snoeijs 32' Naomi Pattiwael                    | Olthof, Murphy, Smid, Van Koot, Niens ( 46' Doejaaren), L. Vliek, Asbroek, Tiemens ( 46' Banarsie), Weijkamp, Van Daelen, Bennink ( 82' Morsink)             |

### KNVB beker
| Achtste finale | ASV Wartburgia                                                                               | 0 – 2 (0 – 1)                   | PEC Zwolle                                                                 | Opstelling PEC Zwolle: |
| 26 januari 2019 11 februari 2019 Aanvangstijd: 20.00 uur Plaats: Amsterdam Sportpark Drieburg Toeschouwers: Niet bekend Scheidsrechter: Niet bekend |                                                                                              | Wedstrijdverslag                | 20' Babiche Roof 73' Maxime Bennink                                        | Olthof, Murphy, Smid, Van Koot, Niens, Asbroek, Tiemens, Roof ( 88' Morsink), Van Daelen, Weijkamp ( 69' De Keijzer), Bennink ( 84' Pruim)      |
| Kwartfinale | PEC Zwolle                                                                                   | 1 – 0 (1 – 0)                   | Excelsior/Barendrecht                                                      | Opstelling PEC Zwolle: |
| 9 maart 2019 Aanvangstijd: 19.00 uur Plaats: Zwolle MAC³PARK stadion Toeschouwers: 460 Scheidsrechter: Noppers                                      | Yvette van Daelen 1'                                                                         | Wedstrijdverslag                |                                                                            | Olthof, Murphy, Smid, Van Koot, Niens, Asbroek, Tiemens, Roof ( 88' Morsink), Doejaaren ( 80' F. Vliek), Van Daelen, Bennink                    |
| Halve finale | PEC Zwolle                                                                                   | 0 – 0 (0 – 0, 0 – 0) w.n.s.     | ADO Den Haag                                                               | Opstelling PEC Zwolle: |
| 12 april 2019 Aanvangstijd: 19.30 uur Plaats: Zwolle MAC³PARK stadion Toeschouwers: 1.146 Scheidsrechter: Bouw                                      | Celien Tiemens 79' Moïsa van Koot 97' Babiche Roof Maud Asbroek Nienke Olthof Allison Murphy | Wedstrijdverslag Strafschoppen: | 90+2' Sharon Kok Taylor Ziemer Pia Rijsdijk Nadine Noordam Maartje Looijen | Olthof, Murphy, Smid, Van Koot, Niens, L. Vliek ( 106' Weijkamp), Asbroek, Tiemens, Roof, Van Daelen ( 66' Doejaaren), Bennink ( 73' F. Vliek)  |
| Finale | AFC Ajax                                                                                     | 2 – 1 (1 – 1)                   | PEC Zwolle                                                                 | Opstelling PEC Zwolle: |
| 11 mei 2019 Aanvangstijd: 20.00 uur Plaats: Rotterdam Van Donge & De Roo Stadion Toeschouwers: 3.400 Scheidsrechter: Shona Shukrula                 | Linda Bakker 11' Lucie Akkerman 47' Vanity Lewerissa 90+3'                                   | Wedstrijdverslag                | 6' Maxime Bennink                                                          | Olthof, Murphy, Smid, Van Koot, Niens, L. Vliek ( 82' Theunissen), Asbroek, Tiemens, Roof, Van Daelen ( 61' Doejaaren), Bennink ( 78' F. Vliek) |

## Selectie en technische staf

### Selectie 2018/19
| Nr.             | Nat.                      | Naam               | Competitie  | Competitie  | Beker       | Beker       | Totaal      | Totaal      | Seizoen bij PEC Zwolle | Vorige club         | Debuut PEC Zwolle |             |             |             |             |
| Nr.             | Nat.                      | Naam               | W           |             | W           |             | W           |             | Seizoen bij PEC Zwolle | Vorige club         | Debuut PEC Zwolle |             |             |             |             |
| Doelvrouwen     | Doelvrouwen               | Doelvrouwen        | Doelvrouwen | Doelvrouwen | Doelvrouwen | Doelvrouwen | Doelvrouwen | Doelvrouwen | Doelvrouwen            | Doelvrouwen         | Doelvrouwen       | Doelvrouwen | Doelvrouwen | Doelvrouwen | Doelvrouwen |
| --------------- | ------------------------- | ------------------ | ----------- | ----------- | ----------- | ----------- | ----------- | ----------- | ---------------------- | ------------------- | ----------------- | ----------- | ----------- | ----------- | ----------- |
| 1               | Vlag van Nederland        | Nienke Olthof      | 24          | 0           | 4           | 0           | 28          | 0           | 1e                     | BV Cloppenburg      | 7 september 2018  |             |             |             |             |
| 23              | Vlag van Nederland        | Tirsa Postma       | 0           | 0           | 0           | 0           | 0           | 0           | 2e                     | Jeugd               | 23 februari 2018  |             |             |             |             |
| 26              | Vlag van Nederland        | Moon Pondes        | 0           | 0           | 0           | 0           | 0           | 0           | 3e                     | FC Twente           | 5 mei 2017        |             |             |             |             |
| Verdedigsters   |                           |                    |             |             |             |             |             |             |                        |                     |                   |             |             |             |             |
| 2               | Vlag van Nederland        | Leonie Vliek       | 20          | 0           | 2           | 0           | 22          | 0           | 2e                     | Jeugd               | 12 mei 2018       |             |             |             |             |
| 3               | Vlag van Nederland        | Yvette van Daelen  | 23          | 1           | 4           | 1           | 27          | 2           | 7e                     | Jeugd               | 9 november 2012   |             |             |             |             |
| 4               | Vlag van Nederland        | Shanel Smid        | 20          | 0           | 4           | 0           | 24          | 0           | 2e                     | Jeugd               | 1 september 2017  |             |             |             |             |
| 12              | Vlag van Nederland        | Lotte Morsink      | 3           | 0           | 1           | 0           | 4           | 0           | 2e                     | Jeugd               | 1 september 2017  |             |             |             |             |
| 13              | Vlag van Verenigde Staten | Siobhan McDonough  | 14          | 0           | 0           | 0           | 14          | 0           | 2e                     | Boston Breakers     | 29 september 2017 |             |             |             |             |
| 25              | Vlag van Nederland        | Dara Broekhaar     | 0           | 0           | 0           | 0           | 0           | 0           | 1e                     | Jeugd               | –                 |             |             |             |             |
| 31              | Vlag van Nederland        | Moïsa van Koot     | 18          | 0           | 4           | 0           | 22          | 0           | 1e                     | Jeugd               | 2 november 2018   |             |             |             |             |
| 32              | Vlag van Nederland        | Jasmijn Dijsselhof | 0           | 0           | 0           | 0           | 0           | 0           | 1e                     | Jeugd               | –                 |             |             |             |             |
| 38              | Vlag van Nederland        | Marit Auée         | 1           | 0           | 0           | 0           | 1           | 0           | 1e                     | Jeugd               | 15 februari 2019  |             |             |             |             |
| Middenveldsters |                           |                    |             |             |             |             |             |             |                        |                     |                   |             |             |             |             |
| 5               | Vlag van Nederland        | Jeslin Niens       | 19          | 1           | 4           | 0           | 23          | 1           | 3e                     | Jeugd               | 18 november 2016  |             |             |             |             |
| 6               | Vlag van Nederland        | Maud Asbroek       | 24          | 4           | 4           | 0           | 28          | 4           | 2e                     | Jeugd               | 1 september 2017  |             |             |             |             |
| 8               | Vlag van Verenigde Staten | Allison Murphy     | 18          | 0           | 4           | 0           | 22          | 0           | 1e                     | Houston Dash        | 7 september 2018  |             |             |             |             |
| 10              | Vlag van Nederland        | Babiche Roof       | 23          | 18          | 4           | 1           | 27          | 19          | 2e                     | SC Telstar VVNH     | 1 september 2017  |             |             |             |             |
| 17              | Vlag van Nederland        | Kely Pruim         | 6           | 0           | 1           | 0           | 7           | 0           | 2e                     | Jeugd               | 1 september 2017  |             |             |             |             |
| 24              | Vlag van Nederland        | Amy Banarsie       | 1           | 0           | 0           | 0           | 1           | 0           | 4e                     | Jeugd               | 13 mei 2016       |             |             |             |             |
| 28              | Vlag van Nederland        | Celien Tiemens     | 18          | 0           | 4           | 0           | 22          | 0           | 2e                     | Jeugd               | 2 november 2018   |             |             |             |             |
| 36              | Vlag van Nederland        | Imre van der Vegt  | 0           | 0           | 0           | 0           | 0           | 0           | 1e                     | Jeugd               | –                 |             |             |             |             |
| Aanvalsters     |                           |                    |             |             |             |             |             |             |                        |                     |                   |             |             |             |             |
| 7               | Vlag van Nederland        | Maxime Bennink     | 24          | 5           | 4           | 2           | 28          | 7           | 3e                     | FC Twente           | 9 september 2016  |             |             |             |             |
| 9               | Vlag van Nederland        | Rebecca Doejaaren  | 20          | 9           | 3           | 0           | 23          | 9           | 5e                     | Jeugd               | 20 februari 2015  |             |             |             |             |
| 11              | Vlag van Verenigde Staten | Gabrielle Matulich | 6           | 0           | 0           | 0           | 6           | 0           | 1e                     | Uni. van Californië | 28 september 2018 |             |             |             |             |
| 14              | Vlag van Nederland        | Bonita Theunissen  | 15          | 3           | 1           | 0           | 16          | 3           | 1e                     | Achilles '29        | 7 september 2018  |             |             |             |             |
| 20              | Vlag van Nederland        | Lauri Weijkamp     | 20          | 1           | 2           | 0           | 22          | 1           | 4e                     | Jeugd               | 1 april 2016      |             |             |             |             |
| 27              | Vlag van Nederland        | Francis Vliek      | 4           | 0           | 3           | 0           | 7           | 0           | 1e                     | Jeugd               | 18 december 2018  |             |             |             |             |
| 29              | Vlag van Nederland        | Pien Hindriksen    | 1           | 0           | 0           | 0           | 1           | 0           | 1e                     | Jeugd               | 7 september 2018  |             |             |             |             |
| 40              | Vlag van Nederland        | Lotje de Keijzer   | 3           | 0           | 1           | 0           | 4           | 0           | 1e                     | Jeugd               | 7 september 2018  |             |             |             |             |
| 42              | Vlag van Nederland        | Jill Diekman       | 0           | 0           | 0           | 0           | 0           | 0           | 1e                     | Jeugd               | –                 |             |             |             |             |
| Nr.             | Nat.                      | Naam               | W           |             | W           |             | W           |             | Seizoen bij PEC Zwolle | Vorige club         | Debuut            |             |             |             |             |
| Nr.             | Nat.                      | Naam               | Competitie  | Competitie  | Beker       | Beker       | Totaal      | Totaal      | Seizoen bij PEC Zwolle | Vorige club         | Debuut            |             |             |             |             |

### Legenda
| # | Reden                                          |
| - | ---------------------------------------------- |
|   | Heeft de club in het lopende seizoen verlaten. |
|   | Heeft de club op huurbasis verlaten.           |

### Technische staf
| Naam            | Functie           |
| --------------- | ----------------- |
| Wim van der Wal | Hoofdtrainer      |
| Joran Pot       | Assistent-trainer |

## Statistieken PEC Zwolle 2018/2019

### Eindstand PEC Zwolle in de Nederlandse Eredivisie Vrouwen 2018 / 2019
| Stand | Gespeeld | Gewonnen | Gelijk | Verloren | Punten | Doelpunten voor | Doelpunten tegen | Gele kaarten | Rode kaarten |
| ----- | -------- | -------- | ------ | -------- | ------ | --------------- | ---------------- | ------------ | ------------ |
| 5e    | 16       | 6        | 2      | 8        | 20     | 33              | 34               | 11           | 0            |

### Eindstand PEC Zwolle in de kampioensgroep 2018 / 2019
| Stand | Gespeeld | Gewonnen | Gelijk | Verloren | Punten | Doelpunten voor | Doelpunten tegen | Gele kaarten | Rode kaarten |
| ----- | -------- | -------- | ------ | -------- | ------ | --------------- | ---------------- | ------------ | ------------ |
| 5e    | 8        | 0        | 2      | 6        | 12     | 9               | 25               | 6            | 0            |

### Topscorers
| #      | Naam              | Goal | Goal | Totaal |
| ------ | ----------------- | ---- | ---- | ------ |
| 1.     | Babiche Roof      | 14   | 4    | 18     |
| 2.     | Rebecca Doejaaren | 8    | 1    | 9      |
| 3.     | Maxime Bennink    | 3    | 3    | 6      |
| 4.     | Maud Asbroek      | 4    | 0    | 4      |
| 5.     | Bonita Theunissen | 3    | 0    | 3      |
| 6.     | Jeslin Niens      | 1    | 0    | 1      |
| 6.     | Lauri Weijkamp    | 1    | 0    | 1      |
| 6.     | Yvette van Daelen | 0    | 1    | 1      |
| Totaal | Totaal            | 32   | 9    | 41     |

| #      | Naam              | Goal |
| ------ | ----------------- | ---- |
| 1.     | Maxime Bennink    | 2    |
| 2.     | Yvette van Daelen | 1    |
| 2.     | Babiche Roof      | 1    |
| Totaal | Totaal            | 4    |

| #      | Naam               | Goal |
| ------ | ------------------ | ---- |
| 1.     | Lauri Weijkamp     | 5    |
| 2.     | Maxime Bennink     | 3    |
| 2.     | Babiche Roof       | 3    |
| 3.     | Bonita Theunissen  | 2    |
| 4.     | Amy Banarsie       | 1    |
| 4.     | Gabrielle Matulich | 1    |
| 4.     | Allison Murphy     | 1    |
| 4.     | Kely Pruim         | 1    |
| Totaal | Totaal             | 17   |

### Kaarten
| #      | Naam              | Kreeg geel |
| ------ | ----------------- | ---------- |
| 1.     | Jeslin Niens      | 3          |
| 1.     | Babiche Roof      | 3          |
| 2.     | Maud Asbroek      | 2          |
| 2.     | Maxime Bennink    | 2          |
| 3.     | Yvette van Daelen | 1          |
| 3.     | Rebecca Doejaaren | 1          |
| 3.     | Siobhan McDonough | 1          |
| 3.     | Nienke Olthof     | 1          |
| 3.     | Shanel Smid       | 1          |
| 3.     | Celien Tiemens    | 1          |
| 3.     | Leonie Vliek      | 1          |
| Totaal | Totaal            | 17         |

| #      | Naam        | Kreeg voor de tweede keer geel en dus rood |
| ------ | ----------- | ------------------------------------------ |
| 1.     | Naam speler | –                                          |
| Totaal | Totaal      | –                                          |

| #      | Naam        | Weggestuurd |
| ------ | ----------- | ----------- |
| 1.     | Naam speler | –           |
| Totaal | Totaal      | –           |

### Punten per speelronde
| Speelronde | 1 | 2 | 3 | 4 | 5 | 6 | 7 | 8 | 9 | 10 | 11 | 12 | 13 | 14 | 15 | 16 | 17 | 18 |  | PO1 | PO2 | PO3 | PO4 | PO5 | PO6 | PO7 | PO8 | PO9 | PO10 |
| ---------- | - | - | - | - | - | - | - | - | - | -- | -- | -- | -- | -- | -- | -- | -- | -- |  | --- | --- | --- | --- | --- | --- | --- | --- | --- | ---- |
| Punten     | 0 | 3 | 1 | 0 | 3 | – | 0 | 0 | 0 | 3  | 0  | 0  | 1  | 3  | –  | 3  | 0  | 3  |  | 0   | 0   | 0   | –   | 0   | 1   | 1   | 0   | –   | 0    |

### Punten na speelronde
| Speelronde | 1 | 2 | 3 | 4 | 5 | 6 | 7 | 8 | 9 | 10 | 11 | 12 | 13 | 14 | 15 | 16 | 17 | 18 |  | PO1 | PO2 | PO3 | PO4 | PO5 | PO6 | PO7 | PO8 | PO9 | PO10 |
| ---------- | - | - | - | - | - | - | - | - | - | -- | -- | -- | -- | -- | -- | -- | -- | -- |  | --- | --- | --- | --- | --- | --- | --- | --- | --- | ---- |
| Punten     | 0 | 3 | 4 | 4 | 7 | – | 7 | 7 | 7 | 10 | 10 | 10 | 11 | 14 | –  | 17 | 17 | 20 |  | 10  | 10  | 10  | –   | 10  | 11  | 12  | 12  | –   | 12   |

### Stand na speelronde
| Speelronde | 1  | 2  | 3  | 4  | 5  | 6 | 7  | 8  | 9  | 10 | 11 | 12 | 13 | 14 | 15 | 16 | 17 | 18 |  | PO1 | PO2 | PO3 | PO4 | PO5 | PO6 | PO7 | PO8 | PO9 | PO10 |
| ---------- | -- | -- | -- | -- | -- | - | -- | -- | -- | -- | -- | -- | -- | -- | -- | -- | -- | -- |  | --- | --- | --- | --- | --- | --- | --- | --- | --- | ---- |
| Stand      | 8e | 5e | 4e | 7e | 6e | – | 6e | 7e | 7e | 6e | 7e | 7e | 6e | 6e | –  | 5e | 6e | 5e |  | 5e  | 5e  | 5e  | –   | 5e  | 5e  | 5e  | 5e  | –   | 5e   |

### Doelpunten per speelronde
| Speelronde | 1 | 2 | 3 | 4 | 5 | 6 | 7 | 8 | 9 | 10 | 11 | 12 | 13 | 14 | 15 | 16 | 17 | 18 |  | PO1 | PO2 | PO3 | PO4 | PO5 | PO6 | PO7 | PO8 | PO9 | PO10 | Totaal |
| ---------- | - | - | - | - | - | - | - | - | - | -- | -- | -- | -- | -- | -- | -- | -- | -- |  | --- | --- | --- | --- | --- | --- | --- | --- | --- | ---- | ------ |
| Doelpunten | 1 | 4 | 0 | 0 | 3 | – | 2 | 1 | 2 | 3  | 0  | 1  | 3  | 3  | –  | 10 | 0  | 1  |  | 0   | 0   | 1   | –   | 1   | 0   | 3   | 1   | –   | 2    | 41     |

## Mutaties

### Zomer

#### Aangetrokken
| Nr. | Nat. | Naam               | Van                         | Type         | Contract     | Transfersom | Bijzonderheid |
| --- | ---- | ------------------ | --------------------------- | ------------ | ------------ | ----------- | ------------- |
| 11  | VS   | Gabrielle Matulich | Universiteit van Californië | Transfervrij | 30 juni 2019 | n.v.t.      | –             |
| 12  | NL   | Lotte Morsink      | Jeugd                       | –            | 30 juni 2019 | n.v.t.      | –             |
| 8   | VS   | Allison Murphy     | Houston Dash                | Transfervrij | 30 juni 2019 | n.v.t.      | –             |
| 1   | NL   | Nienke Olthof      | BV Cloppenburg              | Transfervrij | 30 juni 2019 | n.v.t.      | –             |
| 17  | NL   | Kely Pruim         | Jeugd                       | –            | 30 juni 2019 | n.v.t.      | –             |
| 14  | NL   | Bonita Theunissen  | Achilles '29                | Transfervrij | 30 juni 2019 | n.v.t.      | –             |
| 2   | NL   | Leonie Vliek       | Jeugd                       | –            | 30 juni 2019 | n.v.t.      | –             |

#### Vertrokken
| Nr. | Nat. | Naam                   | Naar                | Type         | Transfersom | Wed. | Dlpt. |
| --- | ---- | ---------------------- | ------------------- | ------------ | ----------- | ---- | ----- |
| 8   | NL   | Sharon Bruinenberg     | Be Quick '28        | Transfervrij | n.v.t.      | 76   | 3     |
| 1   | NL   | Nadja Olthuis          | Gestopt             | –            | n.v.t.      | 144  | 0     |
| 22  | KR   | Stephanie Bukovec      | Onbekend            | Transfervrij | n.v.t.      | 17   | 0     |
| 24  | EN   | Abby Holmes            | Durham Women's FC   | Transfervrij | n.v.t.      | 22   | 5     |
| 2   | NL   | Joos van Os            | Gestopt             | –            | n.v.t.      | 21   | 0     |
| 3   | NL   | Pascalle Tang          | Gestopt             | –            | n.v.t.      | 7    | 0     |
| 4   | NL   | Suzanne Giesen         | Wellington United   | Transfervrij | n.v.t.      | 84   | 6     |
| 6   | NL   | Nurija van Schoonhoven | PSV                 | Transfervrij | n.v.t.      | 48   | 1     |
| 14  | JM   | Marlo Sweatman         | Onbekend            | Transfervrij | n.v.t.      | 13   | 1     |
| 7   | NL   | Esmee de Graaf         | West Ham United WFC | Transfervrij | n.v.t.      | 78   | 23    |

#### Statistieken transfers zomer
| Gekochte spelers | Verkochte spelers | Gehuurde spelers | Verhuurde spelers | Spelers terug van verhuurperiode | Spelers einde van huurperiode | Transfervrij aangetrokken spelers | Transfervrij vertrokken spelers | Doorgestroomde jeugdspelers |
| ---------------- | ----------------- | ---------------- | ----------------- | -------------------------------- | ----------------------------- | --------------------------------- | ------------------------------- | --------------------------- |
| 0                | 0                 | 0                | 0                 | 0                                | 0                             | 4                                 | 6                               | 3                           |

### Winter

#### Vertrokken
| Nr. | Nat. | Naam               | Naar     | Type         | Transfersom | Wed. | Dlpt. |
| --- | ---- | ------------------ | -------- | ------------ | ----------- | ---- | ----- |
| 11  | VS   | Gabrielle Matulich | Onbekend | Transfervrij | n.v.t.      | 6    | 0     |
| 13  | VS   | Siobhan McDonough  | Onbekend | Transfervrij | n.v.t.      | 36   | 0     |

#### Statistieken transfers winter
| Gekochte spelers | Verkochte spelers | Gehuurde spelers | Verhuurde spelers | Spelers terug van verhuurperiode | Spelers einde van huurperiode | Transfervrij aangetrokken spelers | Transfervrij vertrokken spelers | Doorgestroomde jeugdspelers |
| ---------------- | ----------------- | ---------------- | ----------------- | -------------------------------- | ----------------------------- | --------------------------------- | ------------------------------- | --------------------------- |
| 0                | 0                 | 0                | 0                 | 0                                | 0                             | 0                                 | 2                               | 0                           |

## Voetnoten
Achilles '29 · 
ADO Den Haag · 
Ajax · 
VV Alkmaar · 
Excelsior/Barendrecht · 
sc Heerenveen · 
PEC Zwolle · 
PSV · 
FC Twente